# Sorsum (Wennigsen)

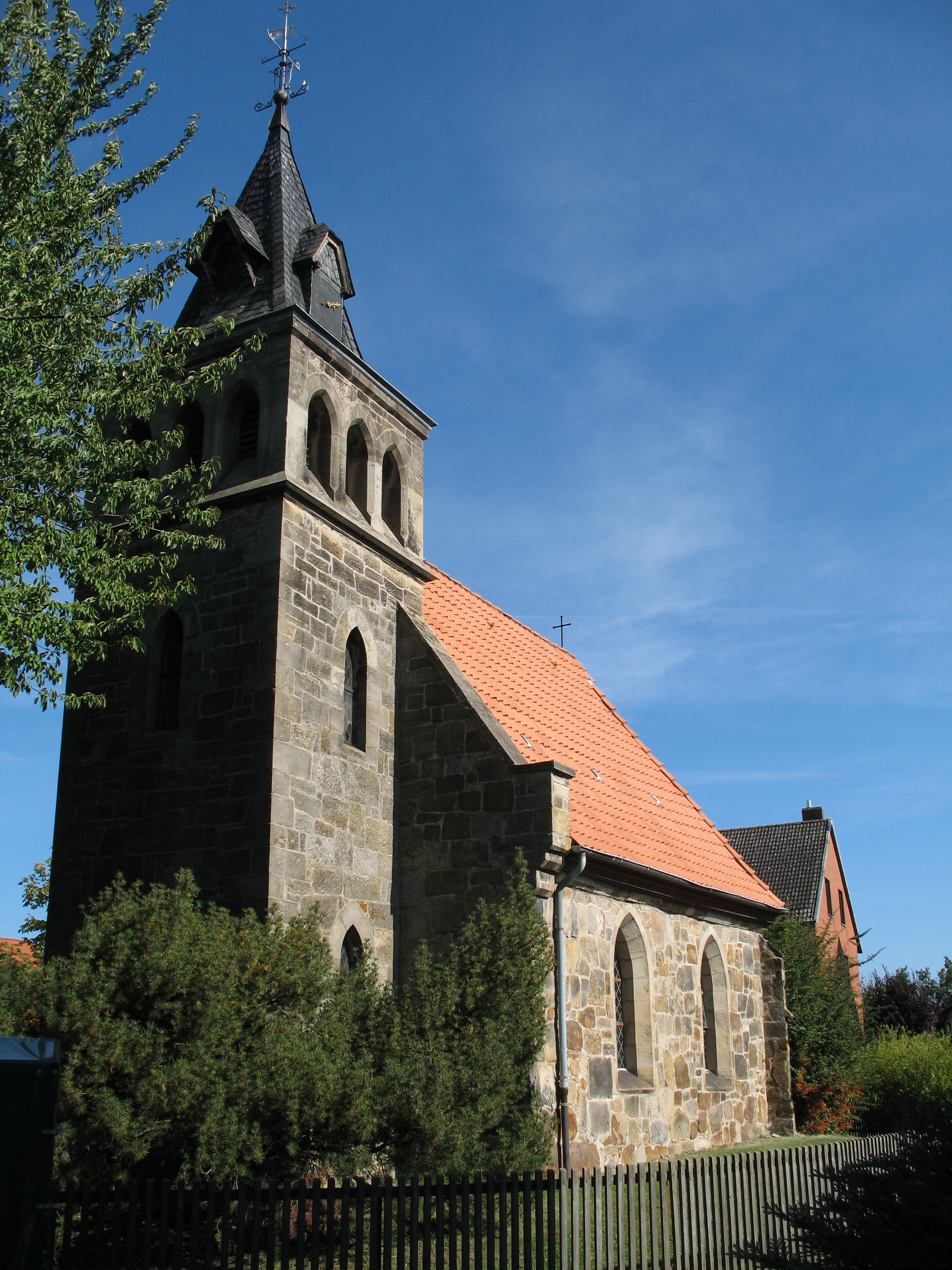
Johannes-Kapelle

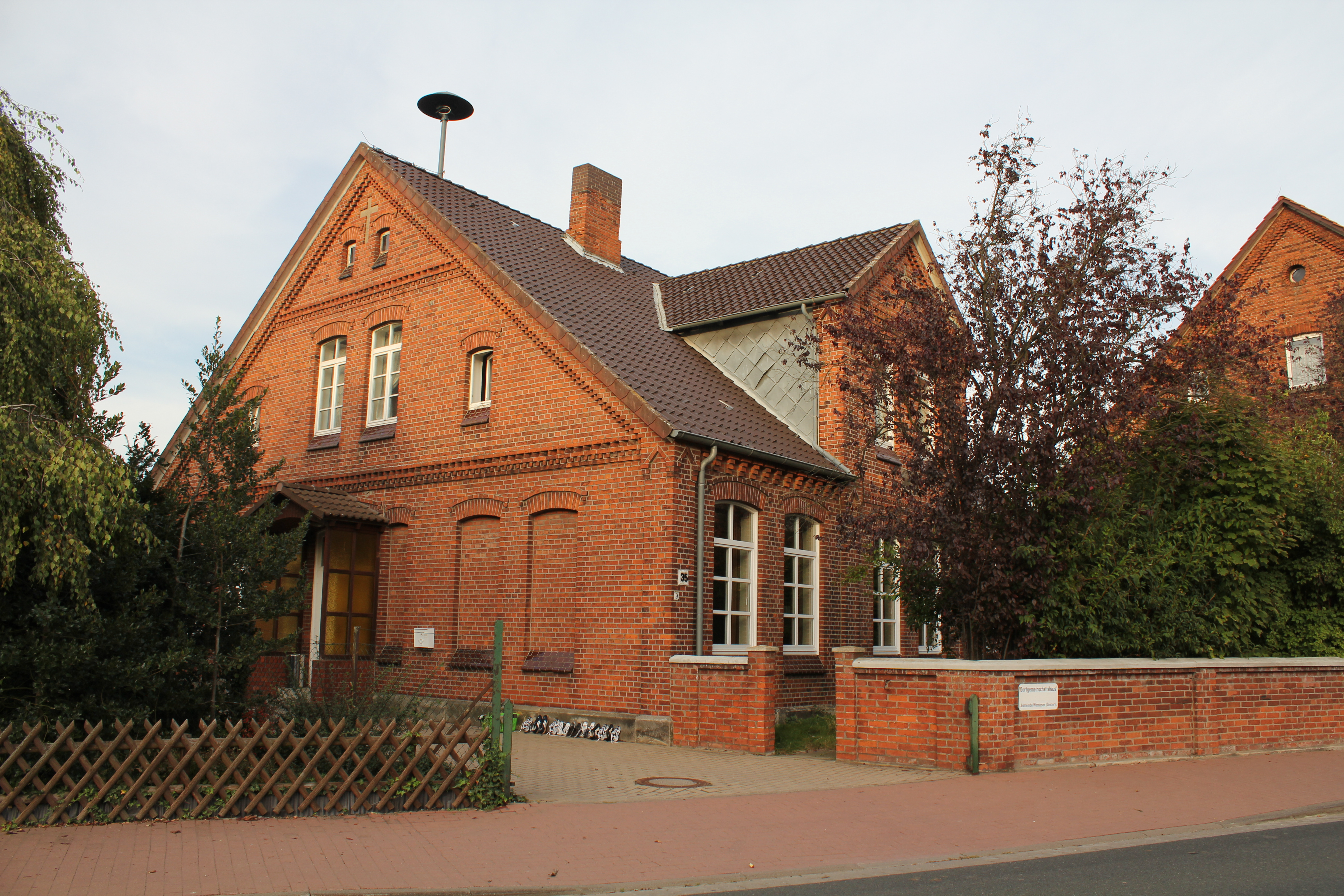
Alte Dorfschule

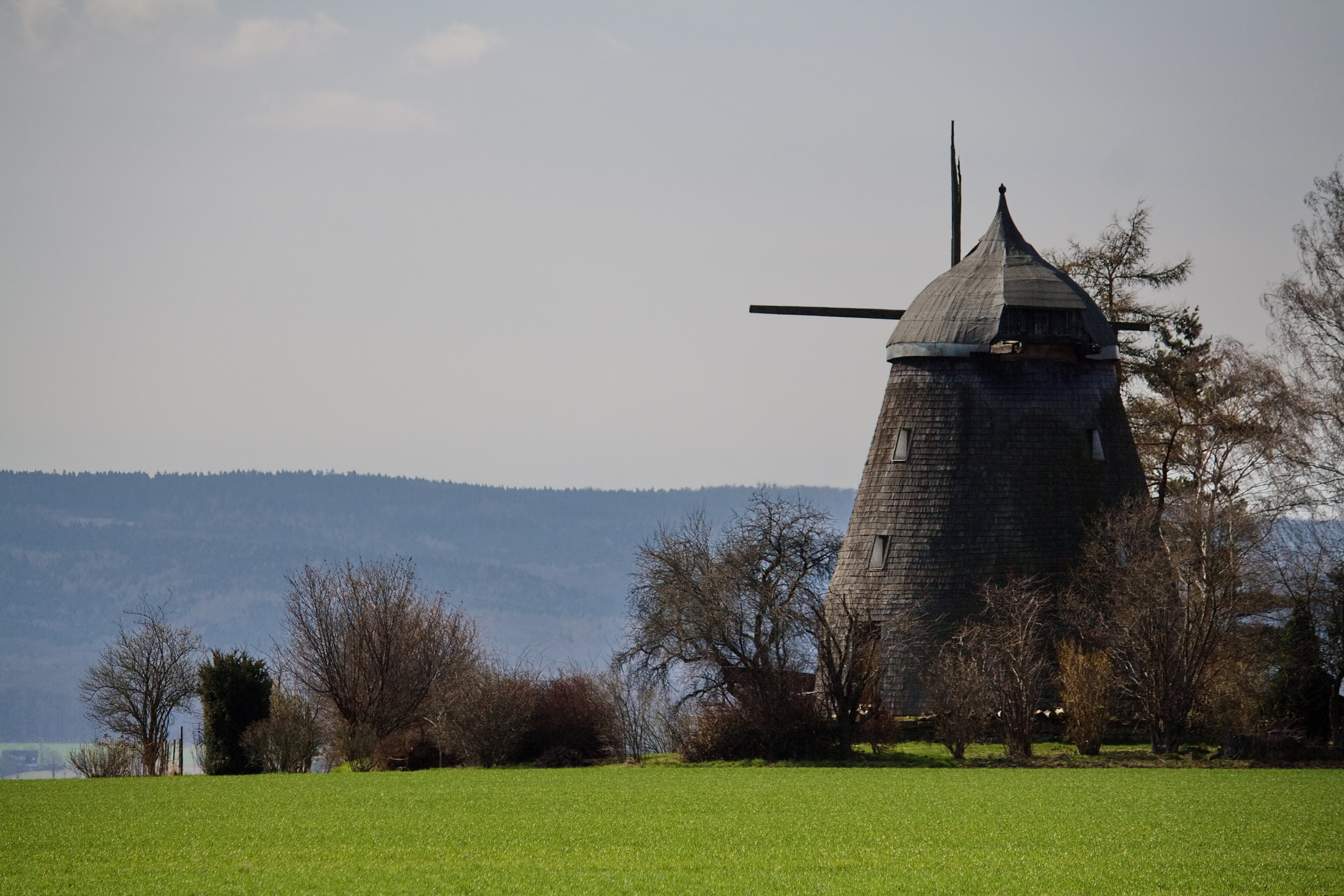
Windmühle vor dem Hintergrund des Deister

Sorsum ist eine Ortschaft der Gemeinde Wennigsen (Deister) in der Region Hannover.

## Geschichte
Erstmals urkundlich erwähnt wurde Sorsum als Sutherem vermutlich in einer Schenkungsurkunde an den Bischof Siegeward zu Minden. Diese ist nicht datiert, Historiker schätzen ihr Entstehungsdatum anhand der angegebenen Zeugen auf 1124 bis 1130. Sicher datiert werden auf das Jahr 1226 kann hingegen eine Urkunde mit der Schenkung der örtlichen Kapelle an das Kloster Wennigsen, der angegebene Name war „Sutheren“.
In der Zeit des Dreißigjährigen Krieges wurde Sorsum ähnlich wie das nahe gelegene Wennigsen schwer geschädigt. Mindestens halbierte sich die Einwohnerzahl von 174 Menschen (belegt für 1585) auf 84 im Jahr 1641. Durch Quellen nachgewiesen ist, dass der Westfälische Frieden in einem Dankgottesdienst durch den damaligen Pastor August Rettberg verkündet wurde. Im Jahre 1673 brannte in der Woche nach Ostern in einer Nacht fast der gesamte Ort nieder. Lediglich die Kapelle und zwei weitere Häuser blieben verschont. Daran erinnerte noch bis 1890 ein jährlicher Gedenkgottesdienst.
Im Rahmen der Gebietsreform wurde Sorsum im Jahre 1970 Teil der Gemeinde Wennigsen (Deister). Die Eingemeindung erfolgte durch Beschluss des Wennigsen-Gesetzes durch den Niedersächsischen Landtag zum 1. Januar 1970.

## Politik
Sorsum verfügt als Ortschaft der Gemeinde Wennigsen (Deister) über einen Ortsrat. Ortsbürgermeister ist seit Dezember 2021 Bernd Rother (parteilos).

### Wappen
Das Wappen zeigt ein in Rot und Silber gespaltenes Schild. Links sind zwei aus dem Spalt wachsende Leoparden, rechts ein roter Bischofsstab zu sehen. Die Farben Rot und Silber stehen für die Bistumsfarben Mindens. Dieses sind heute auch die Landesfarben, verstärkt durch den Leoparden der Welfen. Der Bischofsstab erinnert ebenfalls an die Rolle Mindens bei der Gründung des Ortes.

## Kultur und Sehenswürdigkeiten
- Kurz vor dem Ortseingang neben der L391 von der B217 kommend, liegt auf der linken Seite die Sorsumer Mühle.
- Im heutigen Dorfmittelpunkt steht die aus Sandstein errichtete Johanneskapelle Sorsum, erstmals urkundlich erwähnt im Jahr 1226.[2]

### Baudenkmäler
- Liste der Baudenkmale in Sorsum

## Wirtschaft und Infrastruktur
Sorsum liegt an der Bundesstraße 217, die von Hameln nach Hannover führt. Die S-Bahn-Linien S1 und S2 von Hannover nach Haste bedienen den Haltepunkt Lemmie unmittelbar nördlich des Ortes an der Bahnstrecke Weetzen–Haste.
Sorsum beheimatet eine Waldorfschule und einen Waldorfkindergarten. Die Dorfgemeinschaft betreibt ein Dorfgemeinschaftshaus, das örtlichen Vereinen als Anlaufstelle dient. Es ist untergebracht in der ehemaligen Dorfschule Sorsum, einem eingetragenen Baudenkmal. Zur kirchlichen Infrastruktur gehört die Sorsumer Kapelle, die Teil der Wennigser Marien-Petri-Gemeinde ist.